# Triumvirat (Voltaire)

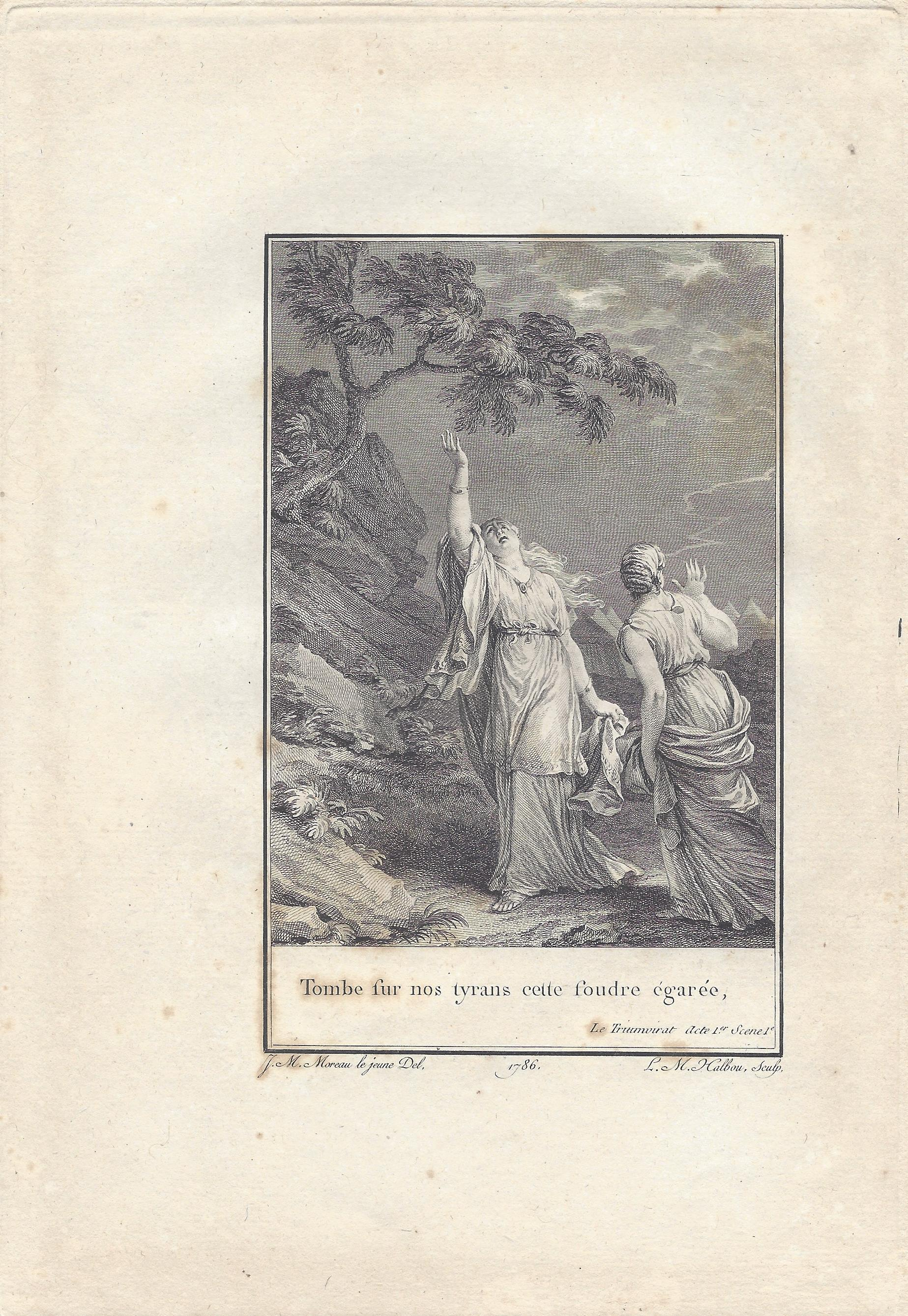
Jean-Michel Moreau: Illustration zu LeTriumvirat 1784

Das Triumvirat ist eine Tragödie in fünf Aufzügen von Voltaire. Das 1763 verfasste und nur einmalig aufgeführte Stück erschien Ende 1766 unter dem vollen Titel Octavian et le jeune Pompée ou le Triumvirat.

## Handlung
Akt 1
Die Handlung spielt auf einer Insel im Fluss Lavinius zwischen Bononia und Mutina während der Unterhandlungen zum zweiten Triumvirat, bei denen die Triumvirn Octave, Marc-Antoine und Lépide die Proskriptionen und die Aufteilung des Reiches vereinbarten. Fulvie, von Marc-Antoine verlassen, der Octavie heiraten will, erwartet die Scheidung und legt ihre Sicht der Triumvirn dar: Marc-Antoine sei wahnsinnig (forcené), Octave betrügerisch, Lépide ein subalterner Tyrann und ruchloser Schurke, seinen Komplizen unterworfen – diese aber verabscheuten einander. Der Militärtribun Aufide bringt die Nachricht, dass die Scheidung unterzeichnet worden ist. Fulvie will sich rächen, sich der Partei des jüngeren Pompée (Sextus Pompeius) zuwenden. – Octave und Marc-Antoine treffen sich. Durch seine Heirat mit Octavie – Octaves Schwester – soll das Band zwischen den beiden Triumvirn gefestigt werden. Sie wollen das Reich unter sich aufteilen – Lépide ist ein leicht beseitigtes Phantom –, vereinbaren weitere Morde und unterzeichnen das Abkommen. – Ein Tribun meldet ihnen, dass Pompée der Hinrichtung entkommen ist.
Akt 2
Für Fulvie verbirgt Octave ein grausameres Herz, er spreche mit Milde und handle als Barbar. Sie entdeckt die schiffbrüchige Julie (Iulia), die Tochter des ermordeten Lucius César (Julius Caesar) und Geliebte Pompées, allein zwischen Felsen und teilt ihr mit, dass an diesem Ort Octave und Marc-Antoine den Tod Pompées besiegelt haben.
Akt 3
In einem Monolog sagt Pompée, der durch seine Liebe zu Julie Rivale Octaves ist, dieser wolle ihn nur töten, um ihm seine Frau zu rauben. So beschließt er seinerseits, den Tyrannen und Nebenbuhler zu töten. Unerkannt führt er ein Gespräch mit Octave und erfährt, dass die Anhänger Pompées die Schlacht verloren haben. Octave legt den Grundsatz dar, mit dem er seine Taten rechtfertigt: La paix va succéder aux jours de la vengeance. In einem Dialog mit Julie erkennt Octave, dass sie den vom ihm verfolgten Pompée liebt.
Akt 4
Pompée bekräftigt in einer Unterredung mit Fulvie seine Absicht: Der Mörder der Römer muss ermordet werden. Später verkündet er Julie – die die Nachricht mit Freude aufnimmt – den Tod des Tyrannen: Er habe sein Schwert dem Schlafenden ins Herz gestoßen.
Akt 5
Es stellt sich heraus, dass Pompée nur einen Sklaven Octaves getötet hat. Julie stellt diesem gegenüber klar, dass sie einzig Pompée liebt. Der ist von Soldaten der Triumvirn überwältigt worden und wird verwundet zu Octave und Marc-Antoine gebracht. Dieser überlässt seinem Mittriumvir die Entscheidung über Pompée. Wider Erwarten schenkt Octave seinem Gegner das Leben und gibt ihm die Hand Julies. Pompée bewundert Octave für seine Haltung, sieht sich aber weiter der Republik verpflichtet.

## Literarische Vorlage und biografische Bezüge
Die Tragödie Le Triumvirat ist eine von fünf Bearbeitungen einer Vorlage des von Voltaire hassgeliebten Schriftstellers und späteren Zensors Prosper Jolyot Crébillon. Wie Voltaire im Vorwort freimütig einräumt, ging es ihm nicht um die korrekte Darstellung der historischen Bezüge, als vielmehr um das vorbildhafte Zeigen der römischen Tugenden, eine Praxis, die er als Verité thêatrale (Theaterwahrheit) bezeichnete. Le Triumvirat entstand 1763 auf dem Höhepunkt von Voltaires Einsatz für die Toleranz und schlägt durch die Behandlung der römischen Proskriptionen zeitliche Bezüge zur Praxis der Ausweisung und Verbannung der Reformierten.

## Aufführungen und zeitgenössische Rezeption
Le Triumvirat wurde einmalig, nach Friedrich Melchior Grimm anonym am 5. Juli 1764 in der Comédie-Française uraufgeführt. Voltaire zog das Stück unmittelbar nach der Uraufführung zur Bearbeitung zurück.

## Drucklegung
Voltaire besorgte den Druck im Herbst 1766 bei Lacombe in Paris. Der Herausgabe erfolgte bereits Ende desselben Jahres mit der Angabe 1767. Friedrich II. erhielt Anfang November 1766 eine überarbeitete Abschrift des Manuskriptes.

## Beigabe
Neben einem kurzen erläuternden Vorwort fügte Voltaire im Anhang zwei wichtige Prosatexte an: Du gouvernement et de la divinité d'Auguste sowie Des conspirations contre les peuples ou Des proscriptions. Beide Texte wurden später in die Questions sur l'Encyclopédie aufgenommen und daher von den Herausgebern der Werkausgabe Kehl nicht mehr der Tragödie angefügt.

## Erste Ausgabe
- Octave et le jeune Pompée ou le Triumvirat, Chez Lacombe, Amsterdam und Paris, 1767, 180 S. (online)